# Provincia di Tlemcen
La provincia di Tlemcen è una delle 58 province dell'Algeria. Prende il nome dal suo capoluogo Tlemcen. Confina a nord con il mar Mediterraneo, ad ovest con il Marocco, a sud con la provincia di Naâma, ed ad est con la provincia di Sidi Bel Abbès e la provincia di ʿAyn Temūshent.

## Popolazione
La provincia conta 949.135 abitanti, di cui 482.364 di genere maschile e 466.771 di genere femminile, con un tasso di crescita dal 1998 al 2008 dell'1.2%.

## Distretti
La provincia è suddivisa in 20 distretti.

Nella tabella sono riportati i comuni della provincia, suddivisi per distretto di appartenenza.
| Distretto                     | Comuni                                                          |
| ----------------------------- | --------------------------------------------------------------- |
| Distretto di Aïn Tallout      | Aïn Tallout · Aïn Nehala                                        |
| Distretto di Bab El Assa      | Bab El Assa · Souani · Souk Tlata                               |
| Distretto di Beni Boussaid    | Beni Boussaid · Sidi Medjahed                                   |
| Distretto di Beni Snous       | Beni Snous · Beni Bahdel · Azaïls                               |
| Distretto di Bensekrane       | Bensekrane · Sidi Abdelli                                       |
| Distretto di Chetouane        | Chetouane · Aïn Fezza · Amieur                                  |
| Distretto di Fellaoucene      | Fellaoucene · Aïn Fetah · Aïn Kebira                            |
| Distretto di Ghazaouet        | Ghazaouet · Dar Yaghmouracene · Souahlia · Tienet               |
| Distretto di Hennaya          | Hennaya · Ouled Riyah · Zenata                                  |
| Distretto di Honaïne          | Honaïne · Beni Khellad                                          |
| Distretto di Maghnia          | Maghnia · Hammam Boughrara                                      |
| Distretto di Mansoura         | Mansoura · Aïn Ghoraba · Beni Mester · Terny Beni Hdiel         |
| Distretto di Marsa Ben M'Hidi | Marsa Ben M'Hidi · MSirda Fouaga                                |
| Distretto di Nedroma          | Nedroma · Djebala                                               |
| Distretto di Ouled Mimoun     | Ouled Mimoun · Beni Semiel · Oued Lakhdar                       |
| Distretto di Remchi           | Remchi · Aïn Youcef · Beni Ouarsous · El Fehoul · Sebaa Chioukh |
| Distretto di Sabra            | Sabra · Bouhlou                                                 |
| Distretto di Sebdou           | Sebdou · El Aricha · El Gor                                     |
| Distretto di Sidi Djillali    | Sidi Djillali · El Bouihi                                       |
| Distretto di Tlemcen          | Tlemcen                                                         |